# Balneário Arroio do Silva
Balneário Arroio do Silva is een gemeente in de Braziliaanse deelstaat Santa Catarina. De gemeente telt 8.808 inwoners (schatting 2009).

## Aangrenzende gemeenten
De gemeente grenst aan Araranguá en Balneário Gaivota.